# Zemlja (1930.)
Zemlja (ukr. Земля) je sovjetski i ukrajinski crno-bijeli nijemi film snimljen 1930. u režiji ukrajinskoga redatelja Oleksandra Dovženka. Smatra se jednim od najboljih svjetskih filmova 1930.-ih, jednim od najboljih sovjetskih filmova i nalazi se na popisima 100 najboljih filmova svih vremena.
Radnja se događa na ukrajinskom selu za vrijeme procesa kolektivizacije te prikazuje kako njegovi žitelji, na poticaj lokalnih komsomolaca, odlučuju osnovati kolhoz, a što izaziva otpor bogatih kulaka koji ne prezaju ni od ubojstva. 
Zemlja se često navodi kao treći dio tzv. ukrajinske trilogije u opusu Dovženka, a napravljena je u vrijeme kada je kolektivizacija bila u punom jeku. Iako je Dovženko u filmu službenoj politici dao punu podršku, Zemlja je izazvala podijeljene reakcije partijskih čelnika - dio je otvoreno iskazao oduševljenje, a dio je bio kritičan. Najveće zamjerke su se odnosile na autorov naturalistički prikaz seoskog života; službena cenzura je kasnije isjekla scene u kojima seljaci uriniranjem hlade pregrijani motor traktora i u kojoj protagonistica gola oplakuje ubijenoga zaručnika. U inozemstvu je Zemlja doživjela mnogo bolji uspjeh - izvan konkurencije je prikazan na 1. festivalu u Veneciji 1932. godine, a vjerojatno najveće priznanje je dobio na briselskoj EXPO izložbi 1958. kada ga je posebno oformljeni žiri najeminentnijih kritičara i povjesničara smjestio među 10 najboljih filmova svih vremena. 
Zemlja se smatra posljednjim velikim nijemim sovjetskim filmom.

## Vanjske poveznice
- Ray Uzwyshyn's Earth (1930): Philosophy, Iconology, Collectivization
- Senses of Cinema Poetry in Motion: Alexander Dovzhenko’s Earth